# برای همیشه آمد امروز
«برای همیشه آمد امروز» (انگلیسی: Forever Came Today) یک آهنگ در سال ۱۹۶۷ است که توسط گروه موتاون هلند-دوزیر-هلند نوشته و تهیه شده است و اولین‌بار به‌عنوان یک تک‌آهنگ برای دایانا راس و سوپریمز در اوایل سال ۱۹۶۸ ساخته شد. نسخه دیسکی این آهنگ هفت سال بعد توسط گروه موتاون جکسون فایو به‌صورت تک‌آهنگ منتشر شد.

## نسخه جکسون فایو
این تک‌آهنگ هشت سال بعد در یک نسخه دیسکو توسط یکی دیگر از گروه‌های موتاون به نام جکسون فایو احیا شد.